# 広福寺 (土岐市)
廣福寺（こうふくじ）は岐阜県土岐市土岐津町にある臨済宗妙心寺派の寺院。山号は寿門山。中部四十九薬師霊場三十二番。

## 歴史
寛永2年（1625年）に三河国挙母村の雲外霄公が有志を募り、崇禅寺中興の清巌宗源に開山を請い、領主の妻木頼利に願い出て許され、土岐口の大沢に堂宇を建立し慈門山 廣徳寺として開山し、崇禅寺二世の見龍宗潭が住持となり7石2斗の寺領を付与された。
寛永4年（1627年）、廣徳寺三世の光益長公が寿陽山 保福院を開山した。
承応2年（1653年）10月1日(11月20日)、妻木頼利は江戸で病死し、法号を「廣徳院殿即心安休大居士」とした。
万治2年（1659年）、妻木氏が無嗣のため大幅減禄となり寺領を失った。
寛文9年（1669年）2月、廣徳寺が、土岐口の大沢から辛沢へ移転した。
元禄8年(1695年)9月、廣徳寺は、土岐郡三十三所巡礼の十五番札所となった。
明治24年（1891年）、岐阜県庁の許可を得て、廣徳寺と保福院が合併し、寿門山 廣福寺に改号した。
明治34年（1901年）1月4日、旧廣徳寺の本堂と庫裏が火災で焼失した。
明楽川を挟んだ高山地区に住んでいた吉田鎗吉は、炎上している廣福寺の中へ飛び込み、本尊を厨子ごと担ぎ出して救った。以後人々は彼を「観音の鎗さ」と呼んだと伝わる。
当地は、年々水害を蒙り、すこぶる偏隅で信徒の参詣や布教にも不便を感じていたため、薬師堂のある現在地に移転することに決まり、薬師堂を境内仏堂として合併することを願い出た。
大正7年（1918年）4月、主管官庁の許可を得て、大正9年(1920年)6月、現在地に本堂が建立された。
本尊十一面観音のほか、左に吒枳尼天、右に薬師如来を祀っている。

## 境内
台地の境内は、段丘に鐘楼門を構えている。造りは一間一戸の四脚門で楼上に梵鐘が吊るされている。
この横に延命地蔵尊が祀られており、その他としては、位牌堂・成田堂・土蔵がある。
昭和56年(1981年)、鉄筋コンクリート二階建ての庫裏を新築した。多目的ホールを旨とする大広間がある。